# Beverly (Virgínia de l'Oest)
Beverly és una població dels Estats Units a l'estat de Virgínia de l'Oest. Segons el cens del 2000 tenia 651 habitants.

## Demografia
Segons el cens del 2000, Beverly tenia 651 habitants, 285 habitatges, i 190 famílies. La densitat de població era de 571,3 habitants per km².
Dels 285 habitatges en un 36,1% hi vivien nens de menys de 18 anys, en un 41,1% hi vivien parelles casades, en un 19,6% dones solteres, i en un 33,3% no eren unitats familiars. En el 28,8% dels habitatges hi vivien persones soles el 12,3% de les quals corresponia a persones de 65 anys o més que vivien soles. El nombre mitjà de persones vivint en cada habitatge era de 2,25 i el nombre mitjà de persones que vivien en cada família era de 2,71.
Per edats la població es repartia de la següent manera: un 24,4% tenia menys de 18 anys, un 10,9% entre 18 i 24, un 26,3% entre 25 i 44, un 26% de 45 a 60 i un 12,4% 65 anys o més.
L'edat mediana era de 36 anys. Per cada 100 dones de 18 o més anys hi havia 75,7 homes.
La renda mediana per habitatge era de 21.875 $ i la renda mediana per família de 24.722 $. Els homes tenien una renda mediana de 25.714 $ mentre que les dones 16.250 $. La renda per capita de la població era de 15.620 $. Entorn del 27,4% de les famílies i el 31,4% de la població estaven per davall del llindar de pobresa.

## Poblacions més properes
El següent diagrama mostra les poblacions més properes.